# Mroczny anioł (film 1990)
Mroczny anioł (tytuł oryg. Dark Angel, tytuł alternat. I Come in Peace) – amerykański fantastycznonaukowy film akcji z 1990 roku, z Dolphem Lundgrenem obsadzonym w roli głównej.

## Fabuła
Główny bohater, policjant Jack Caine, walczy z tytułowym przybyszem z kosmosu, który  za pomocą heroiny, która zdobywa w mieście Houston od lokalnych handlarzy narkotyków, chce pozyskać drogocenny, naturalny mega-narkotyk "Blarcy". Przybysz z kosmosu pozyskuje ten specyfik poprzez iniekcje dużej dawki heroiny w ciało człowieka, która docierając do mózgu  powoduje wytwarzanie Endorfiny, następnie za pomocą zaawansowanej technologii osiąga swój cel poprzez ekstrakcje Endorfin ("Blarcy") z mózgu swojej ofiary do specjalnego pojemnika który zapewnia bezpieczne przechowanie i transport na macierzystą planetę.
Obsada
- Dolph Lundgren − detektyw Jack Caine
- Brian Benben − agent specjalny Laurence Smith
- Betsy Brantley − Diane Pallone
- Matthias Hues − Talec, zły kosmita
- Jay Bilas − Azeck, dobry kosmita

## Produkcja
Film zrealizowano budżetem około siedmiu milionów dolarów w Houston w stanie Teksas. Zdjęcia powstawały w okresie od stycznia do kwietnia 1989 roku.